# كينيث نوري
كينيث نوري هو مؤرخ كندي، ولد في 1946 في ساسكاتون في كندا.